# Keizerstraat (Antwerpen)

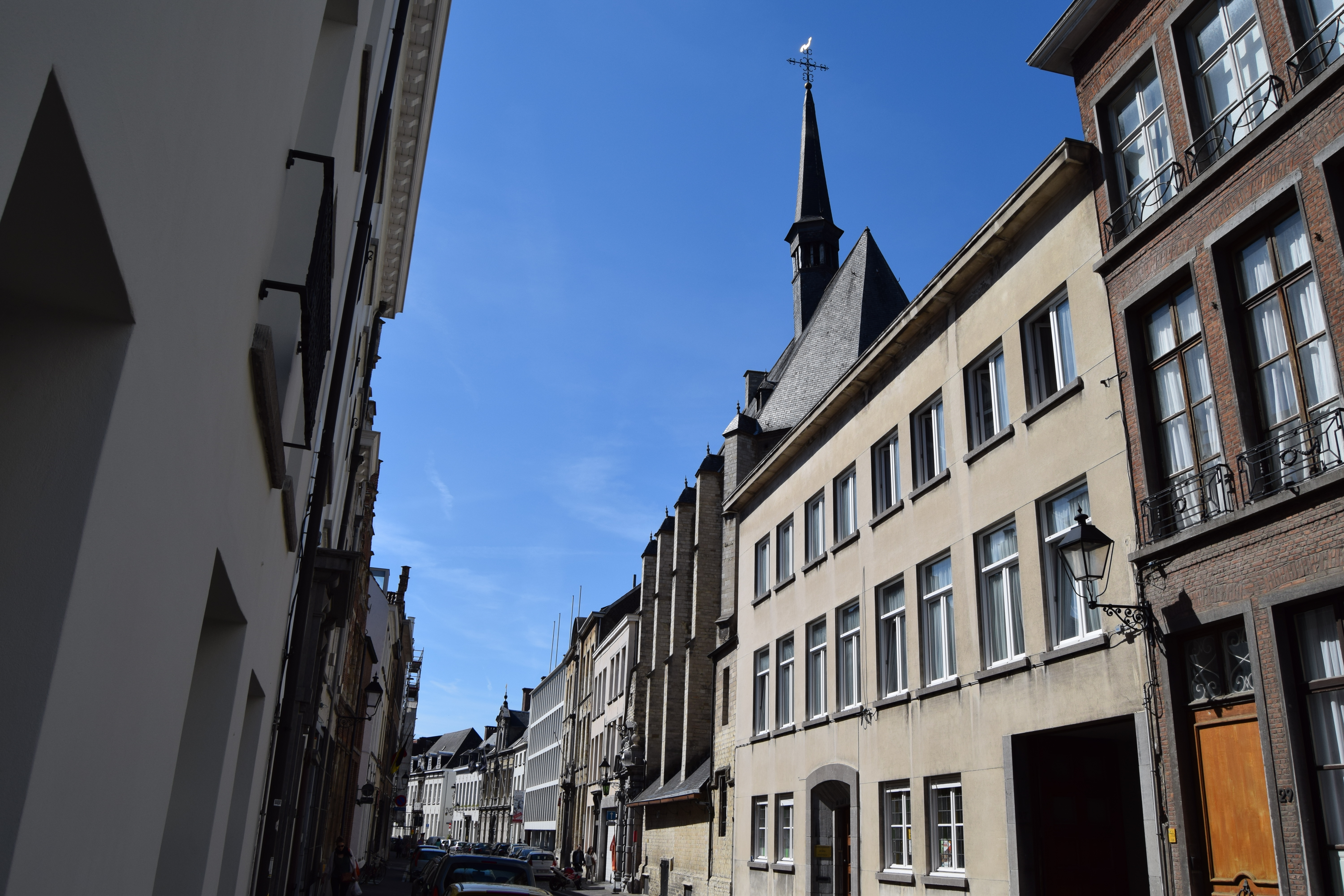
De Keizerstraat te Antwerpen met op de voorgrond de St Annakapel en op de achtergrond het Hotel Delbeke.

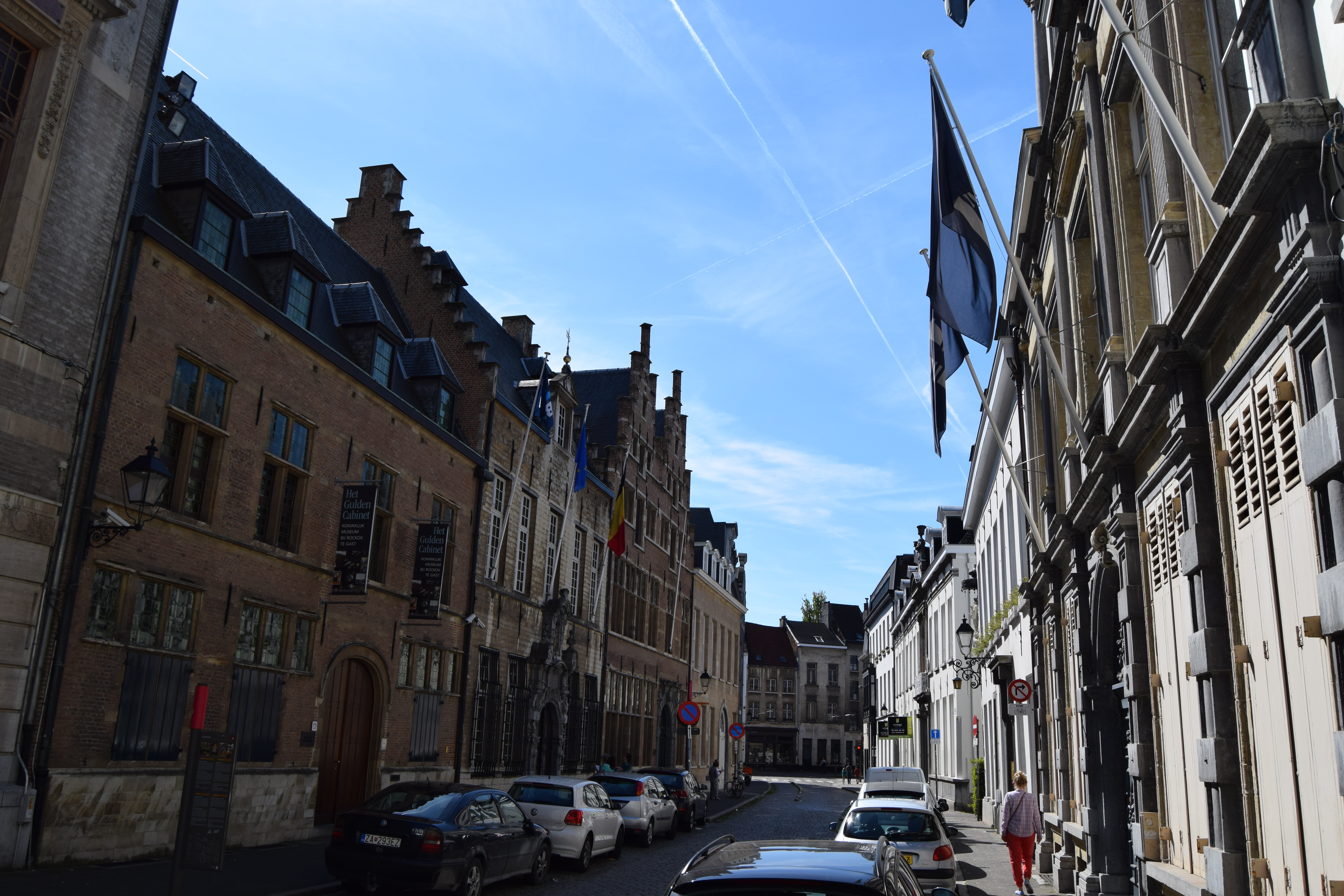
Keizerstraat met links het Rockoxhuis en rechts het Hotel Delbeke.

De Keizerstraat is een straat in de oude binnenstad van Antwerpen. Ze loopt van de Minderbroedersrui naar de Prinsesstraat. Aan de straat liggen voornamelijk herenhuizen. De voornaamste monumenten in deze straat zijn het Rockoxhuis, het hotel Delbeke en de Sint Annakapel.

## Geschiedenis
De straat wordt het eerst vermeld in het testament van Hugo Knocke, opgesteld in 1295, gespeld als Keiserstrate. Hij schonk een stuk land in deze straat weg aan Nicolai Tresel.
Hierdoor behoort de straat bij de oudst vermelde straten van de stad.

## Toponymie
De naam Keizer zou kunnen verwijzen naar het hoofd van het Heilig Roomse rijk, maar er zijn geen andere bronnen die wijzen dat eigendommen van hem of zijn vertegenwoordigers aan deze straat gelegen hebben. Een andere hypothese is dat het een verbastering is van kazer, de persoon die kazen maakt. Dit zou ook in lijn liggen met andere straten in de stad die naar een ambachtsuitvoerder vernoemd zijn, zoals bijvoorbeeld de Kammerstraat, Huidevettersstraat, Voldersrui en Verversrui. Verschillende andere straatnamen in dit stuk van de stad wijzen er op dat er koeien gehouden werden voor het verstedelijkt werd: Kleine en Grote Kauwenberg (Koeienberg), Paddegracht (poeder is een oud woord voor kalf; vandaag is deze straat hernoemd naar Prinsesstraat) en Kattenstraat (Kattelstraat, vergelijkbaar met Engelse woord cattle).